# Butterfly Rocket
Butterfly Rocket è il quarto album studio della cantante Nikka Costa e pubblicato dalla Mushroom Records nel 1996.

## Tracce
1. Get Off My Sunshine
2. Come Clean
3. Flowers
4. Master Blaster
5. In This Life
6. Treat Her Right
7. Meltdown
8. I Do Believe
9. Black Seed
10. Grab Hold
11. Who's Loving You